# Půst 17. tamuzu
17. tamuz (hebrejsky שבעה עשר בתמוז‎, šiv'a asar be-tamuz) je postním dnem, který byl ustaven na paměť prolomení jeruzalémských hradeb. Podle 2 Kr byly hradby během obléhání Nebukadnezarem prolomeny 9. tamuzu, Talmud pak určuje datum prolomení hradeb Římany 17. tamuz.
| „                     | Devátého dne čtvrtého měsíce, když už tvrdě doléhal na město hlad a lid země neměl co jíst, byly hradby města prolomeny. Všichni bojovníci uprchli v noci branou mezi hradbami u královské zahrady. Kolem celého města byli Kaldejci. Král se dal cestou k pustině. | “ |
| — 2 Královská 25, 3-4 | |   |

Tento den byl spojen kromě obou prolomení hradeb i s dalšími významnými událostmi židovské historie:
- Po zjištění hříchu zlatého telete rozbil Mojžíš desky zákona, stalo se tak 40 dní od darování Tóry (5. sivan, Šavu'ot), právě na 17. tamuz.
- V době obléhání Jeruzaléma, poprvé od dob vyjití z Egypta, byly z nedostatku vhodných zvířat přerušeny pravidelné oběti v jeruzalémském Chrámu, opět na 17. tamuz.
- Během povstání Bar Kochby byl 17. tamuzu byl upálen ve svitku Tóry rabi Chanina ben Teradjon, podle Josepha Flavia byl jako projev opovržení spálen toho dne svitek Tóry, ale zhruba v roce 50 n. l.
- 17. tamuzu byla také umístěna Diova socha do Chrámu Antiochem IV. Epifanem. Během této události mělo rovněž dojít ke spálení Tóry, tentokrát přímo svitku, který sepsal Ezdráš a který by uchováván v Chrámu jako textus receptus Tóry.

Jak je vidět, půst 17. tamuzu slouží jako protiklad svátku Šavu'ot. Zatímco na Šavu'ot byla Tóra darována, na 17. tamuz připadají vždy události, související s rozbitím/prolomením (jeruzalémské hradby a desky desatera) nebo ničením a spálením (hradeb, Jeruzaléma a Tóry).[zdroj?]
17. tamuzem začíná třítýdenní období smutku, které končí 9. avem. Toto období se nazývá hebrejsky ימי בין המצרים‎ – jemej bejn ha-mecarim, dny mezi strádáními, útisky. Toto označení odkazuje na biblický verš: „Všichni jeho pronásledovatelé ho dostihli v jeho úzkostech.“
Začíná také desetitýdenní období, kdy při sobotním čtení z Tóry jsou připojovány haftary které nesouvisejí tematicky s příslušnou parašou, ale vytvářejí samostatný cyklus napomínání a útěchy.
Půst 17. tamuzu je menší půst, platí od úsvitu do soumraku. Na rozdíl od Tiš'a be-av není zakázáno kromě konzumace pokrmů a nápojů nic dalšího, jako např. mytí, koupání, čištění zubů atd. Liturgie pro 17. tamuz je podobná jako pro půst Gedaljův a půst 10. tevetu. Do amidy se přidává modlitba pro postní dny Anenu, čte se Avinu malkenu a postní slichot. Z Tóry se čte pasáž obvyklá pro veřejný postní den a haftara.